# Maher al-Ásad
Maher Al-Ásad (en árabe: ماهر الأسد; Damasco, 8 de diciembre de 1967) es un militar sirio, era el comandante de la 4.ª División Blindada de élite del Ejército sirio, que junto con la Inteligencia Militar de Siria formaban el núcleo de las fuerzas de seguridad del país. También era miembro del Comité Central de la Rama Regional Siria del Partido Baaz.
Hijo de Anisa Makhlouf y Háfez al-Ásad. Estudió en la Universidad de Damasco.
Era el comandante de la Guardia Republicana y de la 4.ª División Acorazada, que junto con la policía secreta formaban el núcleo de las fuerzas de seguridad del país. Es el hermano menor del último presidente sirio Bashar al-Ásad.
Al comienzo de la revolución siria, algunos consideraban que Maher era el segundo hombre más poderoso de Siria, después de su hermano Bashar, el presidente.  Sin embargo, su base de influencia no se consideraba lo suficientemente fuerte como para desafiar directamente el régimen de Bashar. Maher representaba la línea dura del régimen, que favoreció la represión contra el movimiento de la Primavera de Damasco y estuvo implicado en informes de la ONU por orquestar el asesinato del primer ministro libanés Rafiq Hariri.
Maher supervisó la brutal represión contra los manifestantes sirios en Daraa, que llevó a que Estados Unidos y la Unión Europea impusieran sanciones contra él. Los analistas describen a Maher como alguien que prefería que Irán (en lugar de Rusia) desempeñara el papel más importante como principal aliado del gobierno sirio durante la guerra civil siria y la posterior reconstrucción posguerra. Esto contrasta con la posición del mayor general Suheil al-Hassan, comandante de la 25 División de Fuerzas de Misiones Especiales, que ha ganado mucha influencia como resultado de sus actividades durante la guerra civil siria, de quien se informó que prefería a Rusia. Sin embargo, en 2021 se informó que Maher formaba parte de la facción baazista que exigía el fin de la presencia iraní en Siria, con el fin de promover el acercamiento regional con los países árabes vecinos.
Maher al-Ásad también supervisó las operaciones de los temibles escuadrones Shabiha, paramilitares alauitas pro-Ásad conocidos por sus ataques sectarios contra civiles sunitas. Como comandante de la Cuarta División Acorazada, Maher estaba directamente involucrado en las operaciones de producción, tráfico y exportación del multimillonario imperio de la droga de Siria, que principalmente contrabandea una droga ilegal conocida como Captagon.

## Primeros años y educación
Maher al-Ásad nació el 8 de diciembre de 1967, el hijo menor de Anisa Makhlouf y Hafez al-Ásad. Tenía sólo dos años cuando su padre se convirtió en presidente de Siria. Al igual que los demás niños de la familia Al-Ásad, fue criado fuera de la atención pública y entrenado en Siria.
Maher asistió a la Academia de la Escuela de la Libertad para su educación secundaria y luego estudió administración de empresas en la Universidad de Damasco. Después de ello, siguió una carrera en el ejército como su hermano mayor, Basel.
Cuando Basel murió en un accidente automovilístico en 1994, Maher fue mencionado como posible sucesor de Hafez, pero al final, Bashar sucedió a su padre a pesar de que carecía de experiencia militar y ambición política. Se especuló que la reputación de Maher como persona de carácter irascible influyó en la decisión a favor de Bashar.

## Actividad comercial
Maher al-Ásad operó varios proyectos comerciales en el Líbano con su primo Rami Makhlouf. Shmuel Bar sostiene que hubo una división entre ambos porque los Makhlouf estaban preocupados de que los convirtieran en chivos expiatorios de una campaña de propaganda anticorrupción. Durante un tiempo Maher controló el sitio de medios en línea Cham Press.

### Blanqueo de dinero
El 23 de mayo de 2011, la UE impuso sanciones por proporcionar financiación al gobierno que permitió la violencia contra los manifestantes durante la guerra civil siria. Según la revista Fortune, Maher se benefició de una operación de lavado de dinero de mil millones de dólares del banco libanés Al-Madina, que colapsó en 2003 al comienzo de la guerra de Irak. Al Madina fue utilizado para blanquear dinero procedente de sobornos a funcionarios iraquíes y sus socios en el manejo ilegal del Programa Petróleo por Alimentos de la ONU. Algunas fuentes estiman que la cantidad transferida y lavada a través de Al-Madina supera los mil millones de dólares, con una comisión del 25 por ciento destinada a funcionarios sirios y sus aliados libaneses; entre los destinatarios de este dinero estaba Maher.
Los registros del banco Al Madina indican que al gerente de la oficina de Maher, Khalid Qaddur, se le transfirió sin costo alguno un apartamento en Beirut valorado en 2,5 millones de dólares, una acción que los investigadores creen que tenía como objetivo ponerlo bajo el control de Maher. El expediente completo sobre el colapso del Banco Madina está en el Ministerio de Justicia libanés, a excepción de las partes clave que implican a Maher, que todavía están en el Banco Central del Líbano porque los involucrados temen que los maten por ello. El 23 de junio de 2011, la UE impuso sanciones al director de la oficina de Maher, Khalid Qaddur, por proporcionar financiación al gobierno que permitió la violencia contra los manifestantes durante el levantamiento sirio. También se impusieron sanciones similares a Ra'if al-Quwatli, otro socio comercial de Maher.

## Carrera militar
Después de la muerte de Basel en 1994, Maher asumió el mando de una brigada de la Guardia Republicana. Su tiempo como comandante le permitió adquirir una valiosa experiencia militar y construir vínculos personales con sus oficiales. Tras la muerte de su padre en 2000, fue ascendido de mayor a teniente coronel. Posteriormente, Maher se convirtió en comandante de la Guardia Republicana, una unidad de 10.000 hombres cuya lealtad se dijo que estaba garantizada por la importante proporción de ingresos que recibá de los yacimientos petrolíferos de la región de Deir ez-Zor; así como comandante de la Cuarta División Acorazada de élite del ejército, que una vez fue las compañías de Defensa de su tío Rifaat Ásad.
En junio de 2000, Maher fue elegido miembro del Comité Central de la rama regional siria del Partido Baaz y posteriormente influyó a la hora de persuadir a su hermano Bashar durante los primeros meses de su gobierno para que pusiera fin a la apertura política de la efímera Primavera de Damasco. Tres años después, Maher Ásad se reunió en Jordania con el empresario israelí Eitan Bentzur, ex director general del Ministerio de Asuntos Exteriores de Israel, y le ofreció reabrir las negociaciones de paz con Israel sin condiciones previas. La oferta fue rechazada por Ariel Sharon, el Primer ministro de Israel.
Maher aparecía a menudo en público con Bashar y se dice que es uno de sus consejeros más cercanos. Compitió con Assef Shawkat, quien estaba casado con su hermana Bushra al-Ásad y era jefe de la inteligencia militar, por influencia en el gobierno de Ásad. Maher se opuso al matrimonio de Shawkat con su hermana Bushra, y encarceló a Shawkat en varias ocasiones para mantenerlos separados. En octubre de 1999, se rumoreó que había disparado a Shawkat en el estómago durante una discusión. Assef sobrevivió y se dice que desde entonces ambos tenían buenas relaciones. Se presume que Bashar, Maher y Assef formaban el círculo interno de poder en el gobierno de Ásad.
Tanto Shawkat como Maher al-Ásad fueron mencionados en una versión filtrada del informe Mehlis como sospechosos del asesinato en 2005 del ex primer ministro libanés Rafiq Hariri. Según el borrador, "un testigo de origen sirio pero residente en el Líbano, que afirma haber trabajado para los servicios de inteligencia sirios en el Líbano, declaró que aproximadamente dos semanas después de la adopción de la resolución 1559 del Consejo de Seguridad, Maher Al Ásad, Assef Shawkat, Hassan Khalil, Bahjat Suleyman y Jamil Al Sayyed decidieron asesinar a Rafiq Hariri".
En 2008, Maher estuvo a cargo de sofocar una revuelta carcelaria en Sednaya, donde 400 soldados habían sido secuestrados por los prisioneros. Durante la represión murieron alrededor de 25 personas de cada 10.000 reclusos. Los grupos de derechos humanos aportaron imágenes de vídeo no verificadas que supuestamente muestran a Maher tomando fotografías con su teléfono móvil de los cuerpos desmembrados de los prisioneros después del motín. La cuñada de Maher, Majd al-Jadaan, que vive exiliada en Washington D. C., afirmó que el individuo que aparece en el vídeo era Maher. En 2016 y 2017, hubo informes contradictorios sobre el rango de Maher, si era general de brigada o mayor general.
En abril de 2018, fue nombrado jefe de la 4.ª División Acorazada de élite de Siria, que supervisa, entre otras cosas, las actividades de la milicia armada alauita conocida como Shabiha. Anteriormente había sido comandante del 42.º batallón de la división.

## Guerra civil siria
Desde el comienzo del levantamiento sirio a mediados de marzo de 2011, las tropas de Maher desempeñaron un papel clave en la represión violenta de las protestas en la ciudad sureña de Daraa, la ciudad costera de Baniás, la provincia central de Homs y la provincia norteña de Idlib. El periódico Los Angeles Times informó que existían imágenes de vídeo que, según activistas y observadores, mostraban a Maher disparando personalmente a manifestantes desarmados que exigían la caída del gobierno de Ásad en el suburbio de Barzeh en Damasco. Los soldados desertores bajo el mando de Maher informaron que recibieron órdenes de éste de usar fuerza letal contra manifestantes desarmados. Un francotirador desertor informó que durante las protestas en Deraa: "Se nos ordenó desde el principio apuntar a la cabeza o al corazón. No nos dieron números específicos, pero nos dijeron que matáramos a tantos como fuera posible mientras hubiera protestas".
El primer ministro de Turquía, Recep Tayyip Erdogan, declaró que las acciones de Maher durante el levantamiento sirio se acercaban al "salvajismo", y presionó a Bashar Ásad para que destituyera a Maher del mando del ejército y lo enviara al exilio. El 27 de abril de 2011, Estados Unidos impuso sanciones a Maher por facilitar violaciones de los derechos humanos en Siria. Dos semanas después, el 10 de mayo de 2011, la UE sancionó a Maher por ser el principal responsable de la violencia contra los manifestantes durante el levantamiento sirio. La Liga Árabe publicó una lista de diecinueve funcionarios sirios a quienes se les ha prohibido viajar a países árabes y cuyos activos fueron congelados por esos países. Entre los nombrados estaban el hermano de Ásad, Maher Ásad, su primo y magnate de las telecomunicaciones Rami Makhlouf, así como figuras militares y de inteligencia. El 2 de diciembre de 2011 también se le impuso una prohibición de viajar.
El papel de Maher Ásad cobró mayor importancia tras el asesinato del ministro de Defensa sirio, de altos funcionarios de seguridad y de Assef Shawkat el 18 de julio de 2012. Tras un asedio de cuatro días por parte de las fuerzas de oposición, del 18 al 22 de julio de 2012, la 4.ª División Acorazada, comandada por Maher Ásad, arrasó tres distritos de Damasco controlados por los rebeldes.
En agosto de 2012, el periódico saudí Al-Watan afirmó que Ásad estaba dispuesto a dimitir y que su hermano Maher había perdido las piernas en el atentado de Damasco del 18 de julio de 2012, citando supuestamente al viceministro de Asuntos Exteriores ruso, Mijail Bogdanov. La información fue inmediatamente desmentida por los medios rusos. El diario publicó después un audio de la supuesta conversación, pero la voz no parecía la de Bogdanov. Otras fuentes, incluido un diplomático occidental, dijeron que habían oído que Maher había perdido una pierna.
Un informe de julio de 2013 publicado en un sitio web progubernamental afirmó que Maher comandaba tropas en los teatros de operaciones de Alepo y Homs.

## Controversias
Como comandante tanto de la Guardia Republicana de élite como de la 4.ª División Acorazada, Maher tiene fama de ser la persona más "matona" y despiadada de la familia Ásad. Se le considera ampliamente como un leal de línea dura que termina el "trabajo sucio" para el régimen.
Un informe de la ONU de 2005 acusó a Maher de estar personalmente involucrado en el asesinato del primer ministro libanés Rafiq Hariri. La4.ª División Acorazada de Maher fue responsable de lanzar brutales represiones contra los manifestantes de Daraa, matando a muchos civiles, lo que llevó a la propagación de manifestaciones antigubernamentales en todo el país durante los acontecimientos de la Revolución Siria.

### Participación en el comercio de Captagon
Maher desempeña un papel central en la coordinación de la producción de drogas ilegales del régimen sirio y su tráfico a países extranjeros. Según el periodista jordano Salah Malkawi:

En la operación de contrabando de drogas están involucrados los comandantes de las milicias, los servicios de seguridad y las fuerzas militares. La droga no puede llegar a estas zonas sin atravesar decenas de barreras y puestos de control que dependen de la Cuarta División, que está bajo el mando de Maher al-Assad, el hermano del presidente sirio... He hablado con varios (contrabandistas). Han recibido entrenamiento militar... utilizando tácticas de guerra... para llevar a cabo sofisticadas incursiones.

### Sanciones
En abril de 2011, el presidente de los Estados Unidos , Barack Obama, emitió la Orden Ejecutiva 13572 que bloqueaba la propiedad de Maher al-Ásad con respecto a los abusos de los derechos humanos y la brutal represión de los manifestantes en Siria.
En marzo de 2023, Estados Unidos y el Reino Unido emitieron nuevas sanciones contra Maher al-Ásad y sus asociados, junto con otros barones de la droga, por su participación en la industria de narcóticos de Siria y el tráfico de Captagon. El Departamento del Tesoro de Estados Unidos acusó a Maher al-Ásad y a su Cuarta División de financiar "planes ilícitos de generación de ingresos, que van desde el contrabando de cigarrillos y teléfonos móviles hasta la facilitación de la producción y el tráfico de Captagon". En abril de 2023, la Unión Europea impuso sanciones a personas y empresas asociadas con Maher y su Cuarta División Acorazada por sus crímenes de guerra, tortura y facilitación del tráfico ilícito de drogas en Siria. El régimen de Assad fue señalado como el principal actor que facilitó el tráfico de Captagon a los puertos europeos. El documento de sanciones publicado por el Consejo de la Unión Europea establece:

La Cuarta División Acorazada es responsable de la represión violenta de la población civil. La Cuarta División Acorazada también se beneficia de la economía de guerra, en particular del tráfico de Captagon. El comercio de captagon se ha convertido en un modelo de negocio dirigido por el régimen, que enriquece el círculo íntimo del régimen de Ásad y constituye su sustento.

### Rumores de muerte
El 20 de agosto de 2012, surgieron rumores de que Maher, que no había sido visto desde el atentado del 18 de julio de 2012 en Damasco, habría sucumbido  a sus heridas después de que RT informara que un alto funcionario militar sirio murió en un hospital de Moscú. Después de que se publicó el informe, los medios estatales sirios negaron que fuera cierto. Un miembro del opositor Consejo Nacional Sirio, Mohammad Mahzeh, afirmó que él y otros miembros estaban 100% seguros de que era cierto y que Maher era el oficial militar sirio que murió en Moscú.
Sin embargo, el 10 de octubre de 2012, Abdullah Omar, un periodista sirio desertor, dijo a CNN que Maher fue tratado en Rusia pero regresó al palacio presidencial, donde al-Omar dijo que Maher había perdido su pierna izquierda en el bombardeo y también el uso de su brazo izquierdo.
Una foto de Maher Al-Ásad con el cantante George Wassouf de junio de 2014 fue publicada por un presentador de televisión libanés, confirmando que estaba vivo.

### Orden de arresto internacional
El 15 de noviembre de 2023, Francia emitió una orden de arresto contra Maher Al-Ásad por cargos de complicidad en crímenes contra la humanidad y complicidad en crímenes de guerra. Los cargos están relacionados con ataques químicos en la ciudad de Douma y el distrito de Ghouta Oriental en agosto de 2013, que mataron a más de 1.000 personas.

## Vida privada
Maher está casado con Manal al-Jadaan, una mujer sunita con quien tiene dos hijas y un hijo. Su matrimonio con una mujer sunita, como el de su hermano Bashar, fortaleció sus conexiones comerciales con la élite sunita. Según GlobalPost, quienes conocen a Maher consideran que tiene un carácter demasiado irascible para ser un gobernante eficaz. Además, The GlobalPost afirmó que Maher hizo que su cuñada, Majd al-Jadaan, abandonara Siria en agosto de 2008 debido a desacuerdos persistentes.